# 工藤章
工藤章（日语：／ Kudo Akira，1954年1月1日—），日本男子摔跤运动员。他曾代表日本参加1976年夏季奥林匹克运动会摔跤比赛，获得一枚铜牌。他也曾参加1974年亚洲运动会。